# Comes Tingitaniae
Il Comes Tingitaniae era il comandante di truppe di comitatensi e limitanei nella provincia di Mauretania Tingitania, nella diocesi delle Spagne facenti parte dell'armata imperiale del Numerus intra Tingitaniam. Suoi diretti superiori erano al tempo della Notitia dignitatum (nel 400 circa), sia il magister peditum praesentalis per le unità di fanteria, sia il magister equitum praesentalis per quelle di cavalleria.

## Elenco unità
Era a capo di 4 unità (o distaccamenti) di fanteria e 3 di cavalleria, come risulterebbe dalla Notitia dignitatum:
- 2 auxilia palatina (fanteria): Mauri tonantes seniores e Mauri tonantes juniores;[2][4]
- 2 legioni comitatenses (fanteria): Constantiniani e Septimani juniores;[2][4]
- 3 vexillatio comitatensis (cavalleria): Equites scutarii seniores, Equites sagittarii seniores, Equites sagittari Cordueni.[2][3]

A queste unità di comitatensi ne andavano sommate altre 8 di limitanei, che riportiamo qui sotto come testimonia la Notitia dignitatum:
- Praefectus alae Herculeae, a Tamuco; Tribunus cohortis II Hispanorum, a Duga; Tribunus cohortis I Herculeae, a Aulucos; Tribunus cohortis I Ityraeorum, a Castrabarensis; Tribunus cohortis …, a Sala; Tribunus cohortis Pacatianensis, a Pacatiana; Tribunus cohortis III Asturum, a Tabernas; Tribunus cohortis Friglensis, a Friglas.[5]

### Fonti primarie
- Notitia Dignitatum, Occ., I, V, VI, VII e XXVI.

### Fonti storiografiche moderne
- J.Rodríguez González, Historia de las legiones Romanas, Madrid, 2003.
- A.K.Goldsworthy, Storia completa dellesercito romano, Modena 2007. ISBN 978-88-7940-306-1
- Y.Le Bohec, Armi e guerrieri di Roma antica. Da Diocleziano alla caduta dell'impero, Roma 2008. ISBN 978-88-430-4677-5